# Oakridge
Oakridge é uma cidade localizada no estado norte-americano de Oregon, no Condado de Lane.

## Demografia
Segundo o censo norte-americano de 2000, a sua população era de 3148 habitantes.
Em 2006, foi estimada uma população de 3132, um decréscimo de 16 (-0.5%).

## Geografia
De acordo com o United States Census Bureau tem uma área de
5,1 km², dos quais 4,9 km² cobertos por terra e 0,2 km² cobertos por água. Oakridge localiza-se a aproximadamente 372 m acima do nível do mar.

## Localidades na vizinhança
O diagrama seguinte representa as localidades num raio de 52 km ao redor de Oakridge.